# Rudbeckiasläktet
Rudbeckior (Rudbeckia) är ett släkte i familjen korgblommiga växter med 23 arter från Nordamerika. Flera arter odlas som trädgårdsväxter. Släktet uppkallades av Carl von Linné efter hans lärare, professor Olof Rudbeck d.y.
Släktet omfattar ett- till fleråriga örter, vanligen 50–300 centimeter höga, ibland med krypande jordstam eller pålrot. Stjälkarna är upprätta och kan vara enkla eller förgrenade, kala eller håriga, ibland daggiga. Både basala blad och stjälkblad förekommer, de är strödda, med eller utan skaft, enkla eller parflikiga.
Blomkorgarna är stora och på långa skaft. De kan ha både strål- och diskblommor, ibland saknas strålblommorna. Korgbottnen är konvex med styva fjäll mellan själva blommorna. Kantblommorna är sterila, vanligen gula, diskblommorna är tvåkönade, de kan vara gröna, gula till bruna eller nästan svarta. Frukt fyrkantig och saknar pensel.
Röd solhatt, Echinaceae purpurea, har tidigare namngetts som Rudbeckia purpurea L.

## Taxonomi
Arter enligt Catalogue of Life:
- Rudbeckia alpicola
- Rudbeckia auriculata
- Rudbeckia californica
- Rudbeckia flava
- praktrudbeckia (Rudbeckia fulgida)
- Rudbeckia glaucescens
- Rudbeckia graminifolia
- Rudbeckia grandiflora
- Rudbeckia heliopsidis
- sträv rudbeckia (Rudbeckia hirta)
- Rudbeckia klamathensis
- höstrudbeckia (Rudbeckia laciniata)
- Rudbeckia maxima
- Rudbeckia missouriensis
- Rudbeckia mohrii
- Rudbeckia mollis
- Rudbeckia montana
- Rudbeckia newmannii
- Rudbeckia nitida
- Rudbeckia occidentalis
- Rudbeckia scabrifolia
- Rudbeckia speciosa
- Rudbeckia subtomentosa
- Rudbeckia texana
- Rudbeckia triloba

## Bildgalleri

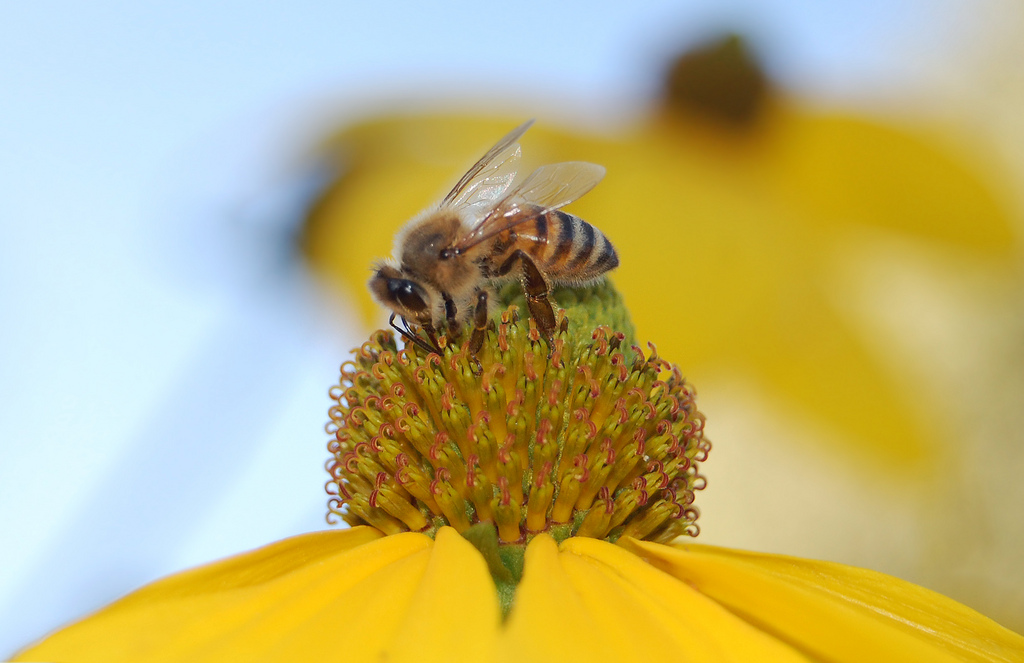
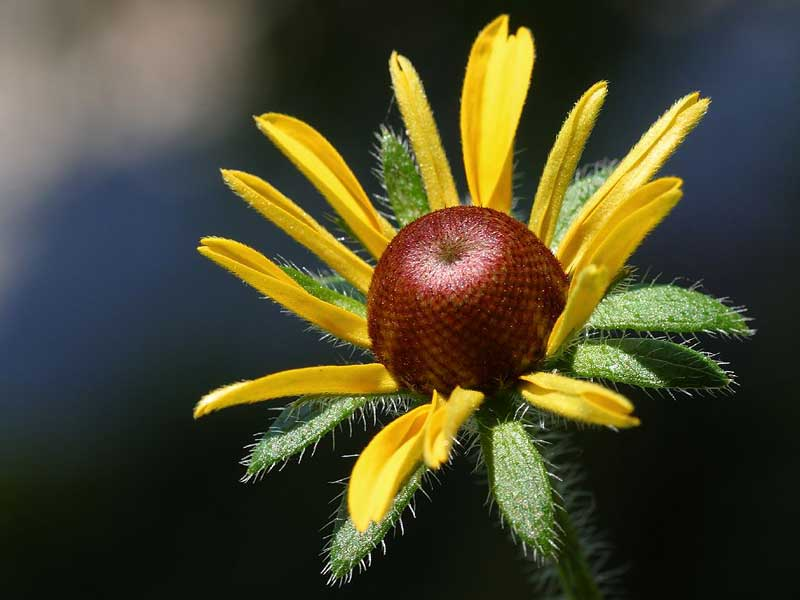
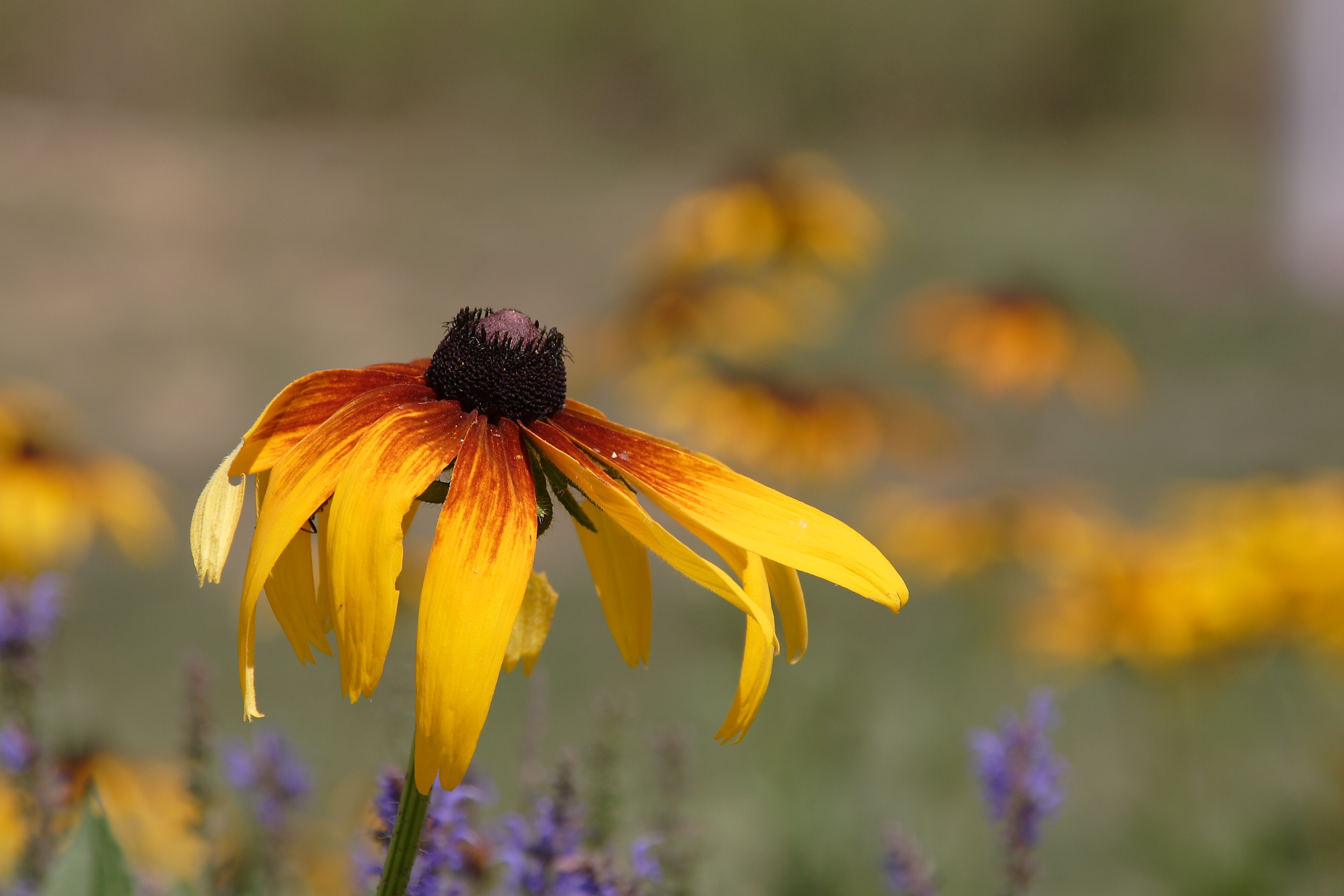
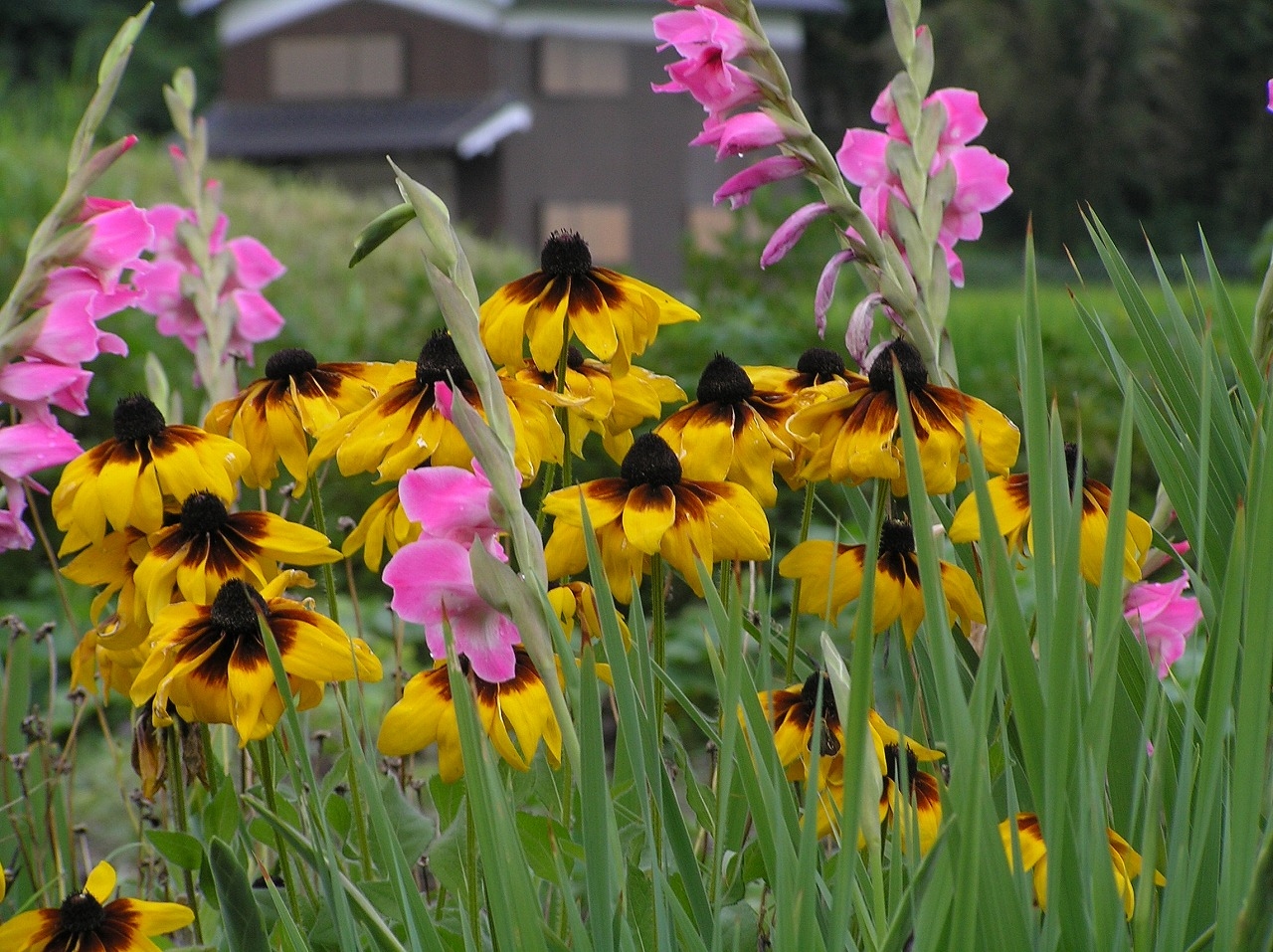